# Дубинки (Жмеринський район)
Дубинки́ —село в Україні, у Шаргородській міській громаді Жмеринського району Вінницької області. До 2020 орган місцевого самоврядування — Писарівська сільська рада. Населення становить 63 особи.

## Історія
12 червня 2020 року відповідно до Розпорядження Кабінету Міністрів України № 707-р «Про визначення адміністративних центрів та затвердження територій територіальних громад Вінницької області» увійшло до складу Шаргородської міської громади.
19 липня 2020 року, в результаті адміністративно-територіальної реформи та ліквідації Шаргородського району, село увійшло до складу Жмеринського району Вінницької області.

## Населення

### Мова
Розподіл населення за рідною мовою за даними :
| Мова       | Кількість | Відсоток |
| ---------- | --------- | -------- |
| українська | 61        | 96.84%   |
| російська  | 1         | 1.58%    |
| румунська  | 1         | 1.58%    |
| Усього     | 3278      | 100%     |